# Modisimus rainesi
Modisimus rainesi là một loài nhện trong họ Pholcidae. Loài này được phát hiện ở México.